# Hygrolycosa
Hygrolycosa es un género de arañas araneomorfas de la familia Lycosidae. Se encuentra en África y Sur de Asia.

## Lista de especies
Según The World Spider Catalog 13.0:
- Hygrolycosa alpigena Yu & Song, 1988
- Hygrolycosa rubrofasciata (Ohlert, 1865)
- Hygrolycosa strandi Caporiacco, 1948
- Hygrolycosa umidicola Tanaka, 1978